# Cosmosoma meres
Cosmosoma meres là một loài bướm đêm thuộc phân họ Arctiinae, họ Erebidae.